# نقش نرگس
نقش نرگس (به ترکی آذربایجانی: Naxışnərgiz) یک منطقهٔ مسکونی در جمهوری آذربایجان است که در جمهوری خودمختار نخجوان واقع شده‌است. نقش نرگس ۵۱۸ نفر جمعیت دارد.